# 南希·利伯曼
南希·伊丽莎白·利伯曼（英語：Nancy Elizabeth Lieberman，1958年7月1日—），生于纽约布鲁克林区，被称为「女魔术师」，前职业篮球运动员和WNBA主教练，利伯曼被公认为是女篮运动最伟大的球员之一。
2000年，利伯曼被引入纳苏县体育名人堂，并荣登篮球名人堂，女性篮球名人堂和弗吉尼亚体育名人堂。
2009年11月，利伯曼成为美国篮球史上首位执教职业男子篮球队的女性教练，成为NBA发展联盟德克萨斯传奇的主教练，该球队隶属于NBA达拉斯小牛队。利伯曼目前居住在达拉斯，除了执教球队外还会开设一个夏季篮球营，教授小孩篮球技术。

## 注脚
1. ↑  . USA Basketball.   [12 June 2010]. （原始内容存档于2010年1月3日）.
2. ↑  . USA Basketball.   [12 June 2010]. （原始内容存档于2010年1月3日）.
3. ↑  Nancy Lieberman - Dubbed "lady Magic" （页面存档备份，存于） - Famous Sports Stars
4. ↑   (PDF): 12.   [2009-07-12]. （原始内容 (PDF)存档于2011-06-04）.
5. ↑  .   [2009-07-12]. （原始内容存档于2010-01-29）.
6. ↑  .   [2009-07-12]. （原始内容存档于2016-11-18）.
7. ↑  Woolum p 177
8. ↑  .   [2009-07-06]. （原始内容存档于2009-02-17）.
9. ↑  .   [2009-07-06]. （原始内容存档于2009-10-23）.
10. ↑  .   [2009-07-06]. （原始内容存档于2006-10-21）.
11. ↑  This is the first time in American history that a professional men's basketball team has ever been coached by a woman. Read ESPN report,Lieberman introduced by D-League, November 9 2009,http://sports.espn.go.com/dallas/nba/news/story?id=4627134 （页面存档备份，存于）